# Rémy Montagne
Pour les articles homonymes, voir Montagne (homonymie).
Rémy Montagne , né le 9 janvier 1917 à Mirabeau (Vaucluse, France) et mort le 10 janvier 1991 à Suresnes (Hauts-de-Seine, France), est un homme politique, éditeur et avocat d’affaires français. Il est l'époux de Geneviève Michelin (1922-2004), fille d'Étienne Michelin.

## Biographie
Invalide de guerre (gravement blessé au visage dans son char, en juin 1940), ce fut un résistant de la première heure. Président, après la guerre, de l'Association catholique de la jeunesse française (A.C.J.F), qui comprenait la JOC, la JEC, la JAC, la JIC et la JMC, il fut un fervent européen, politiquement centriste.
Parlementaire presque sans interruption de 1958 à 1980, il fut secrétaire d'État auprès du ministre de la santé et des affaires sociales du 2 octobre 1980 au 13 mai 1981 dans le troisième gouvernement de Raymond Barre.
Il fonde en 1981 le groupe Ampère, lequel devient Média participations en 1986, et regroupe aujourd'hui les maisons Fleurus, Mame, Dargaud, Le Lombard et Dupuis. Il dirige ces structures de leur origine jusqu'à sa mort en 1991 avant que son fils Vincent Montagne n'en prenne la présidence.

## Engagement patriotique

### La bataille de France
Il est chef de char du B1 bis (no 530) Ney affecté à la 348e compagnie autonome de char de combat (CACC) pendant la bataille de France .
Il participe à la bataille d'Abbeville le 4 juin 1940 :
À 3 h 20, la compagnie débouche de son P.D., en colonne, sur la droite par section de trois chars :
dans l'ordre : Bordeaux, Nice, Maréchal Lefevre, Kléber, char du capitaine.
En deuxième échelon : Ney, Lafayette, Terrible
À 3 h 30, la section du lieutenant Mathieu, premier échelon, passe la base de départ d'infanterie écossaise et se dirigea sur 01.
À 3 h 45, arrivant à 01, elle marque un temps d'arrêt du fait de la présence d'engins antichar.
À 4 h, la section du Lieutenant Mathieu se dirigea sur 02. Le Nice et le Bordeaux sautent  sur un champ de mines. Seul le Maréchal Lefevre atteint 02 vers 4 h 30.
À 4 h 20, le Kléber, char du capitaine, se dirigea sur la parallèle d'infanterie écossaise, fait demi-tour pour ramener les chars du deuxième échelon qui le dépassent.
À 4 h 35, les chars du deuxième échelon, Ney et Terrible, atteignait la parallèle de départ arrivant à H +5, et se dirigent sur 01 où ils sautent successivement sur le champ de mines à environ H +30.
Récit de l'équipage du "Terrible" (informations complémentaires sur le lieu de déroulement des opérations).
Le 2 juin, il est versé à la 348e CACC en remplacement d'un char indisponible.
Le 4 juin à 3 h 20, le char arrive avec sa compagnie à la position de départ sur les pentes est du ravin est de Boencourt.
Il est placé en deuxième échelon avec les chars Ney et Lafayette.
Il prend le départ avec comme axe d'attaque l'ouest de la crête du mont de Caubert. À 3 h 35, il franchit la parallèle de départ écossaise.
Il ne suit pas les traces du premier échelon et saute à 3 h 50 dans un champ de mine à hauteur de la corne nord-est du bois de Villers.
Rémy Montagne reçut la médaille militaire et la croix de guerre avec palme pour avoir tenté de dépanner, sous le feu de l'ennemi, son char immobilisé par l'explosion d'une mine et tenté - sans succès - de prévenir du danger un autre char de sa section.

### La Résistance
Démobilisé, Rémy Montagne s'engage dans la résistance. Il diffuse les Cahiers clandestins du témoignage chrétien et les Cahiers de notre jeunesse fondés en juin 1941 par Gilbert Dru. Délégué général de l'ACJF de 1942 à 1945, il préside en 1943 les deux conseils fédéraux où l'ACJF prend position contre le STO. Il gagne ensuite le maquis en Savoie. Dirigeant départemental puis national des Jeunes chrétiens combattants, c'est en tant que lieutenant des forces françaises de l'intérieur qu'il est nommé chevalier de Légion d'honneur par le gouvernement après la Libération .

## Vie professionnelle
Docteur en droit, de la faculté d'Aix-en-Provence, il s'installe en 1946 à Paris comme avocat d'affaires. Il fut notamment conseil de la Régie Renault, de Pechiney, de Bull et de Bayard Presse.
Dès 1954, il devient éditeur de presse hebdomadaire régionale (PHR), notamment des titres L'Eure Éclair, Le Courrier de l'Eure, le Journal de Pont-Audemer, accompagnant son enracinement politique en Normandie. Il revendit ces titres au Groupe Hersant en 1975.
À partir de 1981, ayant quitté la vie politique, il garde un intérêt marqué pour les médias et l'édition.
Repreneur de l'hebdomadaire Famille chrétienne, il fédérera peu à peu autour de lui des maisons religieuses alors en difficulté et venues solliciter son aide (Fleurus, Mame, Desclée…), qu'il regroupera dans l'Association groupe Ampère en même temps qu'il élargit sa palette à d'autres domaines comme la bande dessinée. Ce groupe est absorbé par la holding de droit belge Média-Participations en 1986.

## Vie politique
Il fut à 41 ans le « tombeur » de Pierre Mendès France qu'il battit dans la troisième circonscription de l'Eure en 1958, rejoignant alors le groupe Entente démocratique à l'Assemblée Nationale. Il devint par la suite un élu local assidu, maire de Louviers, conseiller général du canton de Pont-de-l'Arche et président de l'établissement public de la ville nouvelle du Vaudreuil.
Il fut réélu député de l'Eure en 1962 (centre démocrate), 1967 (progrès et démocratie moderne), 1973 (réformateurs démocrates sociaux, contre Marcel Delcourt) et 1978 (union pour la démocratie française).
À l'Assemblée nationale, il fut notamment secrétaire de la Commission des Affaires Étrangères, rapporteur du budget sur le logement, vice-président de la Commission des Finances. Il se fait remarquer, lors des débats sur la loi Veil, assimilant un État qui autoriserait l'avortement à un État totalitaire tel le IIIe Reich.
Sa carrière est couronnée par un poste de secrétaire d’État auprès du ministre de la santé et des affaires sociales dans le dernier gouvernement Barre.
Homme de convictions et d'engagements, catholique et européen fervent, il exerça ses divers mandats en cohérence avec ses engagements fondamentaux : 
- il avait en effet été fondateur et animateur, dans les années d'après-guerre, du Conseil de la Jeunesse de l'Union Française (C.J.U.F).
- il avait créé dès 1959 au Parlement l'Association Europe-Afrique, afin de regrouper les parlementaires favorables à l'Europe unie et les parlementaires africains favorables à une communauté avec l'Europe.

Il rejoindra en 1978 les fondateurs de l'association Évangile et société pour développer ce mouvement d'inspiration chrétienne sociale.

## Distinctions
- Chevalier de la Légion d'honneur (1947)
- Médaille militaire
- Croix de guerre 1939–1945, palme de bronze

### Sources et bibliographie
- Marc Étienne. Notice Remy Montagne in Dictionnaire des ministres (1789-1989), sous la direction de Benoît Yvert. Paris, Perrin, 1990, p. 967-968.
- Positions d'ACJF. Sept Ans d'Histoire au service de la jeunesse et de la France (1939-1946) Éditions de l'Epi, 1947.
- Jean-Marie Domenach.Gilbert Dru, celui qui croyait au ciel. E.L.F., 1947.
- Marie-Joëlle Guillaume, Rémy Montagne : un démocrate-chrétien dans le siècle, Perrin, 2010  (ISBN 9782262033644)